# 손덕상
손덕상(孫德相, 1977년 8월 23일, 경상남도 밀양시 ~ )은 대한민국의 정치인으로 제11, 12대 경상남도의회 의원이다.

## 학력
- 김해건설공업고등학교 졸업
- 창원문성대학교 졸업
- 경남과학기술대학교 졸업

## 경력
- 가자모터스 대표
- 더불어민주당 김해시 을 청년위원장
- 더불어민주당 경남도당 재난안전특별위원장
- 제11대 경상남도의회의원(김해시 제6선거구)

## 역대 선거 결과
|  | 71.84% |

|  | 51.37% |